# Cystoathyrium
Cystoathyrium is een monotypisch geslacht van varens uit de familie Cystopteridaceae.
De enige soort, Cystoathyrium chinense, is  endemisch in de Chinese provincie Sichuan.
Voor de kenmerken van dit geslacht, zie aldaar.

## Naamgeving
- Synoniem: Athyrium Kato & Kramer

Acystopteris · Cystoathyrium · Cystopteris · Gymnocarpium (Driehoeksvaren)
Cystoathyrium chinense